# Yachats
Yachats (Yachat), nekadašnje selo Alsea Indijanaca uz oregonsku obalu. Selo je doživjelo tragičnu sudbinu 1853 godine kada je gotovo cjelokupnu populaciju izbrisala epidemija boginja. Nešto preživjelih se priključilo ostatku plemena, i danas žive u Oregonu, ali se u Yachats više nikada nisu vratili.
Današnji gradić Yachats ima preko 600 stanovnika, a nalazi se u okrugu Lincoln.